# Participatiehypotheek
Een participatiehypotheek is een hypothecaire lening waarbij de geldverstrekker meedeelt in de waardeontwikkeling van de woning, door middel van een virtueel aandeel.  De aflossom van de lening staat niet vanaf het begin vast, maar beweegt gedurende de looptijd mee met de marktwaarde van de woning. Daarmee neemt de geldverstrekker een deel van het prijsrisico van de woning over van de lener, bij zowel positieve als negatieve waardeontwikkeling, waardoor de kans op het overhouden van een restschuld of executieverkoop afneemt. Het kan daarmee het best vergeleken worden met gedeeltelijke verkoop van de woning en is geschikt voor verzilvering van overwaarde.
Participatiehypotheken kunnen ook worden ingezet voor aankoop van een (eerste) woning. Zo kunnen participatiehypotheken zorgen voor hoger woningbezit, omdat een dergelijke hypotheek het aanschaffen van een woning mogelijk maakt voor huishoudens met een lager inkomen.
Participatiehypotheken (in het Engels: 'shared appreciation mortgage', 'participating mortgage' , of ‘shared equity mortgage') worden anno 2023 niet aangeboden door Nederlandse geldverstrekkers. In het buitenland worden participatiehypotheken aangeboden in onder andere de Verenigde Staten en Duitsland.

## Werking van een participatiehypotheek
Een participatiehypotheek is een vorm van een aflossingsvrije hypotheek, een hypothecaire lening zonder aflosschema, waarbij de lening aan het einde van de looptijd moet worden afgelost. Hierdoor neemt de bestedingsruimte van de afsluiter toe. Bij de participatiehypotheek is de aflossom afhankelijk van de waardeontwikkeling van de woning gedurende de looptijd. Is de waarde van de woning gedaald door een dalende woningmarkt, dan hoeft er minder te worden terugbetaald dan wanneer de huizenprijzen zijn gestegen.
De geldverstrekker krijgt alleen een aandeel in de zogeheten ‘toegerekende woningwaarde’ en niet in de daadwerkelijke verkoopopbrengst. Daarmee blijft de lener volledig eigenaar van de woning. Ook houdt de lener nog een gedeeltelijke blootstelling aan de huizenprijsontwikkeling. Dit in tegenstelling tot de sale-and-leaseback constructie, waarbij de eigenaar de woning verkoopt en terug huurt van de kredietverstrekker. De lener is hierdoor geen eigenaar meer van de woning, en is daarom ook niet meer blootgesteld aan de huizenmarkt.

### Voorbeeldberekening
Hieronder wordt in de tabel een voorbeeldberekening van een participatiehypotheek gegeven. De waarde van de woning in het voorbeeld bedraagt € 500.000. Er is sprake van € 200.000 overwaarde. Om deze overwaarde te benutten kiest de eigenaar voor een participatiehypotheek van € 100.000, naast de bestaande aflossingsvrije hypotheek van € 300.000. Na tien jaar wordt de woning verkocht en worden beide hypotheken in een keer afgelost.
Voor de eerste (aflossingsvrije) hypotheek moet er € 300.000 worden terugbetaald. Het bedrag dat voor de participatiehypotheek terugbetaald moet worden hangt af van ontwikkelingen op de huizenmarkt. Als de waarde van de woning 20% daalt moet er voor de participatiehypotheek € 80.000 terug worden betaald. Als de waarde van de woning met 20% stijgt moet er € 120.000 terug worden betaald.
| Voorbeeldberekening participatiehypotheek |               |                        |            |
|                                           | Bij afsluiten | Na 10 jaar             | Na 10 jaar |
| Dalende markt (-20%)                      | Bij afsluiten | Stijgende markt (+20%) |            |
| Marktwaarde van de woning                 | € 500.000     | € 400.000              | € 600.000  |
| Omvang eerste hypotheek (aflossingsvrij)  | € 300.000     | € 300.000              | € 300.000  |
| Omvang tweede hypotheek (participatie)    | € 100.000     | € 80.000               | € 120.000  |
| Totaal af te lossen                       |               | € 380.000              | € 420.000  |

### Rente
Afhankelijk van het model wordt er maandelijks rente over het geleende bedrag gerekend. Deze rente kan zowel maandelijks betaald worden, zoals bij traditionele aflossingsvrije hypotheken, of opgeteld worden bij de schuld en worden afgerekend bij verkoop van de woning.

### Risico’s en verstrekking criteria
Participatiehypotheken zijn nieuw in de Nederlandse markt en zijn complexere producten dan reguliere hypotheken. Ze vergen goede voorlichting en advies over de verplichtingen nu en in de toekomst. Zo kunnen leners mogelijk moeilijker doorstromen naar een volgende koopwoning wanneer, in een stijgende markt, een deel van de waardeontwikkeling is afgestaan aan de geldverstrekker. Bij een dalende markt is doorstromen hierdoor echter simpeler.
Het afsluiten van een participatiehypotheek vraagt om hypotheekadvies van een erkend hypotheekadviseur, waarbij de leennormen en de Gedragscode Hypothecaire Financieringen in acht worden genomen. De waarde van het onderpand en al lopende hypotheekschulden zijn medebepalend voor wat een huiseigenaar kan lenen.
Om consumenten te beschermen is het essentieel dat geldverstrekkers zich houden aan de zorgplicht en klanten van volledige informatie over participatiehypotheken voorzien. In het Verenigd Koninkrijk werden er shared appreciation mortgages aangeboden door Bank of Scotland en Barclays. Zij zijn nalatig geweest in hun zorgplicht. Dit heeft ertoe geleid dat sommige woningeigenaren met een SAM schulden opliepen die onevenredig aan het geleende bedrag waren. Shared appreciation mortgages in deze constructie worden niet meer verstrekt in het Verenigd Koninkrijk.

## Andere mogelijkheden voor het verzilveren van overwaarde
Participatiehypotheken zijn vooral geschikt voor het verzilveren van overwaarde. Andere mogelijkheden voor het verzilveren van overwaarde zijn het ophogen of afsluiten van een annuïtaire of aflossingsvrije hypotheek, de omkeerhypotheek, en sale-and-leaseback producten.
De meest gerichte oplossing voor het verkrijgen van toegang tot opgebouwde overwaarde is de omkeerhypotheek , ook wel ‘opeet-hypotheek’ genoemd, waarbij alle rente en aflossing wordt doorgeschoven naar het einde van de looptijd, meestal na overlijden of verkoop van de woning. Voor de omkeerhypotheek geldt een minimale leeftijd van 60 jaar.

### Kritiek AFM op beperkte mogelijkheden
De Autoriteit Financiële Markten (AFM) heeft in 2020 geconcludeerd aanbieders van omkeerhypotheken hun producten verder moeten ontwikkelen om te voldoen aan de groeiende vraag naar dergelijke verzilveringsmogelijkheden. De AFM stelt ook dat er zorgvuldig moet worden onderzocht voor wie deze producten geschikt zijn. Verder moeten aanbieders consumenten goed informeren over de risico’s die aan omkeerhypotheken kleven.

### Participatiehypotheken in het buitenland
In het Verenigd Koninkrijk en in de Verenigde Staten is de markt voor participatiehypotheken verder ontwikkeld. Met name in de VS zijn er verschillende commerciële partijen die dergelijke hypotheken aanbieden, als een alternatief voor een home equity loan en een home equity line of credit (HELOC). Deze zijn met name gericht op het verzilveren van overwaarde.
Shared appreciation mortgages, ook bedoeld voor het verzilveren van overwaarde, werden eind jaren ’90 in het Verenigd Koninkrijk aangeboden. De huidige Help to Buy: Equity Loan regeling juist gericht op starters. Met deze regeling kunnen starters op de woningmarkt met behulp van de overheid een nieuwbouwwoning aanschaffen.
In de Europese Unie zijn er met name in Frankrijk en Duitsland ontwikkelingen in de markt voor participatiehypotheken.